# Wendell Mitchell
Wendell Charles Mitchell (Temple, 26 marzo 1997) è un cestista statunitense.

## Statistiche

### College
| Anno      | Squadra          | PG | PT | MP   | TC%  | 3P%  | TL%  | RP  | AP  | PRP | SP  | PP   |
| --------- | ---------------- | -- | -- | ---- | ---- | ---- | ---- | --- | --- | --- | --- | ---- |
| 2016-2017 | Baylor Bears     | 25 | 0  | 8,8  | 40,3 | 29,0 | 73,7 | 0,7 | 0,6 | 0,2 | 0,1 | 2,9  |
| 2018-2019 | Texas A&M Aggies | 29 | 24 | 30,7 | 39,4 | 34,2 | 83,5 | 4,2 | 2,3 | 1,8 | 0,1 | 13,0 |
| 2019-2020 | Texas A&M Aggies | 30 | 27 | 27,6 | 33,1 | 29,3 | 77,1 | 2,7 | 1,9 | 1,3 | 0,1 | 10,2 |
| Carriera  | Carriera         | 84 | 51 | 23,1 | 36,8 | 31,4 | 79,6 | 2,7 | 1,7 | 1,2 | 0,1 | 9,0  |